# 韋塞萊 (日托米爾區)
50°27′9″N 28°11′5″E / 50.45250°N 28.18472°E
韋塞萊（烏克蘭語：Веселе），是位於烏克蘭北部的村莊，由日托米爾州日托米爾區的普利尼市鎮負責管轄，始建於1924年，面積0.64平方公里，海拔高度226米，2001年人口124。